# Dácio (rei hérulo)
Dácio (em latim: Datius) foi um nobre bárbaro do século VI, ativo no Império Bizantino durante o reinado do imperador Justiniano (r. 527–565). Residente em Tule, era membro de uma linhagem real hérula e tinha um irmão chamado Aordo. Em 542, quando o rei Oco foi assassinado, os hérulos chamaram-o para governá-los nas imediações de Singiduno. Com sua chegada, os hérulos expulsaram o nomeado de Justiniano, o oficial Suartuas.